# Commelina robynsii
Commelina robynsii är en himmelsblomsväxtart som beskrevs av De Wild. Commelina robynsii ingår i släktet himmelsblommor, och familjen himmelsblomsväxter. Inga underarter finns listade.